# Мутинова
Мутинова — деревня в Боханском районе Иркутской области России. Входит в состав Середкинского муниципального образования. Находится примерно в 155 км к западу от районного центра.

## Население
По данным Всероссийской переписи, в 2010 году в деревне проживали 144 человека (69 мужчин и 75 женщин).